# Валя Рибак
Валериан (Валя) Рибак е руски и френски футболист и футболен функционер. Той е един от първите чужденци в българския футбол, като е играл за Сава (Русе).

## Кариера
В Гражданската война в Русия се сражава на страната на Бялата армия, като е част от Първи армейски корпус на генерал Александър Кутепов, който през ноември 1920 г. се разполага в град Галиполи в Османската империя. Достига до чин щабс-капитан.
Във футболния шампионат, разигран между различните полкове в корпуса, играе за отбора-шампион на Ударния Корниловски полк. От 1921 г. играе за белогвардейския отбор ФК Галиполи, който се разполага в България и играе приятелски мачове с български отбори.
В периода 1922 – 1923 г. играе за Сава Русе, като е и част от спортната комисия на тима. По време на престоя си в България е и завеждащ спорта на Русенския спортен съюз. Един от най-запомнящите се мачове е дербито с Напредък (Русе), спечелено с 3:2 от Сава, след което Рибак е понесен на ръце от съотборниците си.
През сезон 1923/24 играе за белоемигрантския тим Рус (Прага) в Чехословакия. След това емигрира във Франция, където се присъединява към футболния отбор на Руското спортно общество в Париж. През 1927 г. РСО печели международния турнир Купата на малкия Париж. След това играе в други тимове в Париж, както и в Лориен Спорт в продължение на 6 сезона.